# Oberschlesisches Museum (Bytom)

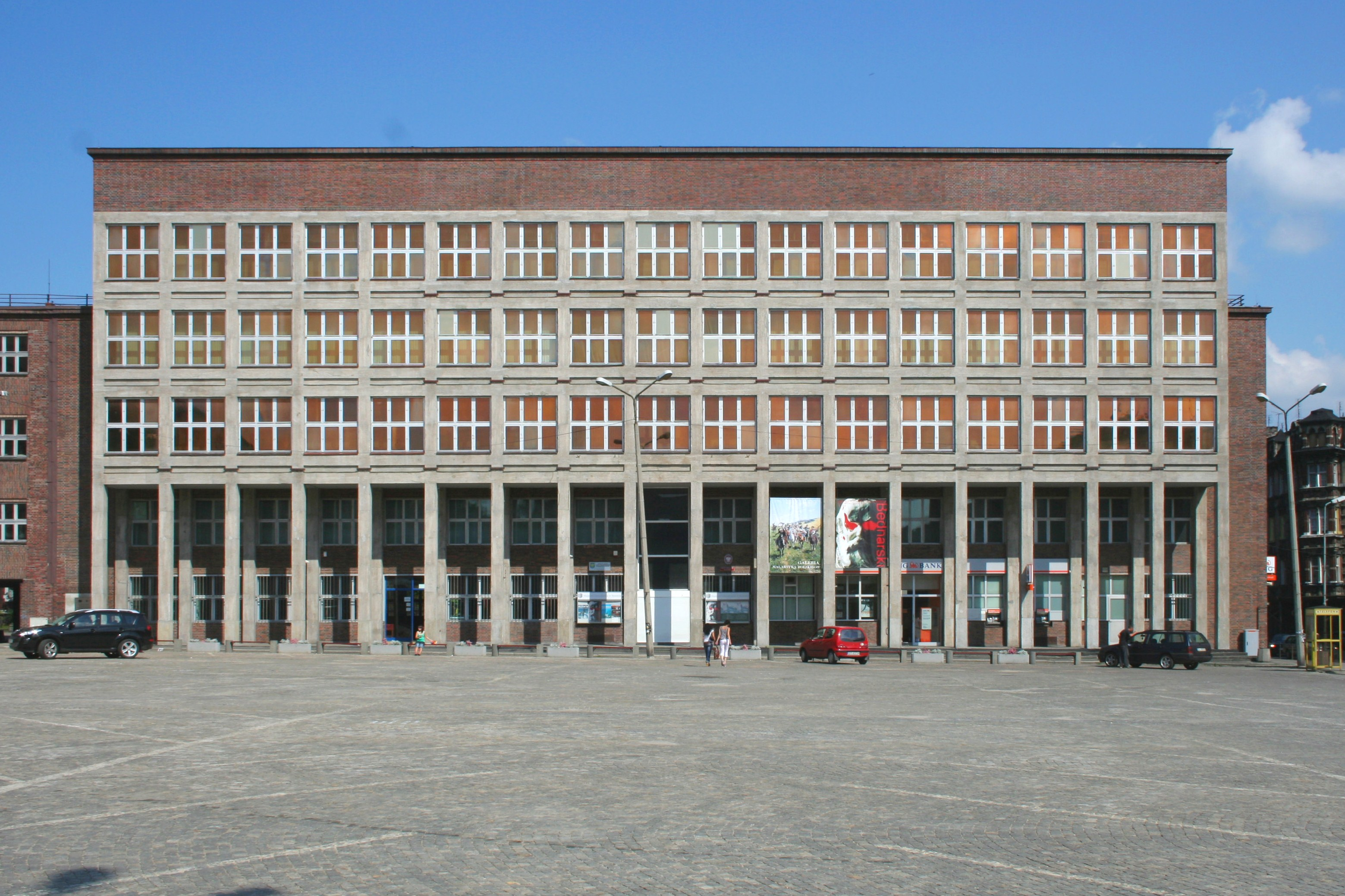
Das Gebäude des Oberschlesischen Museums

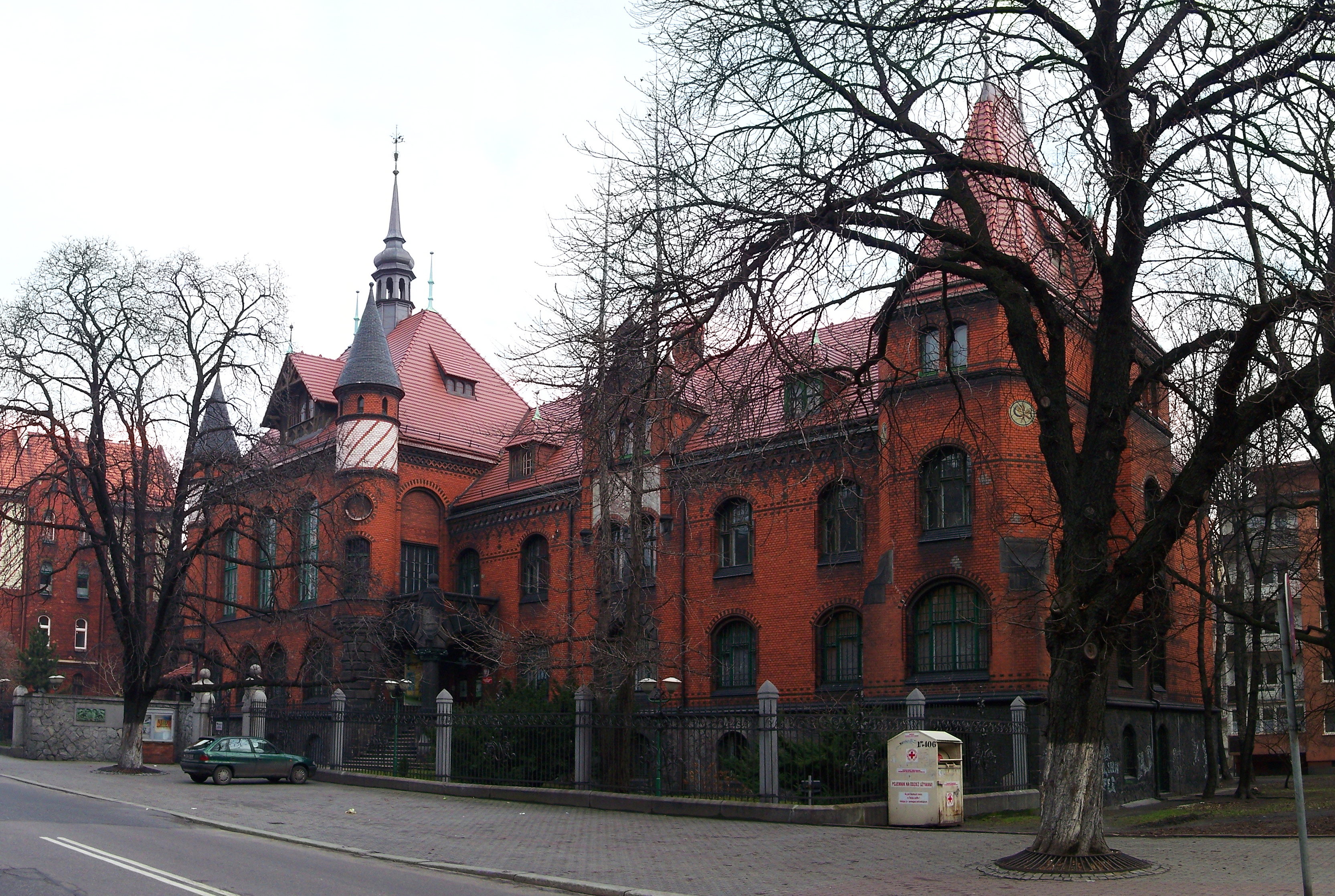
Filiale des Museums

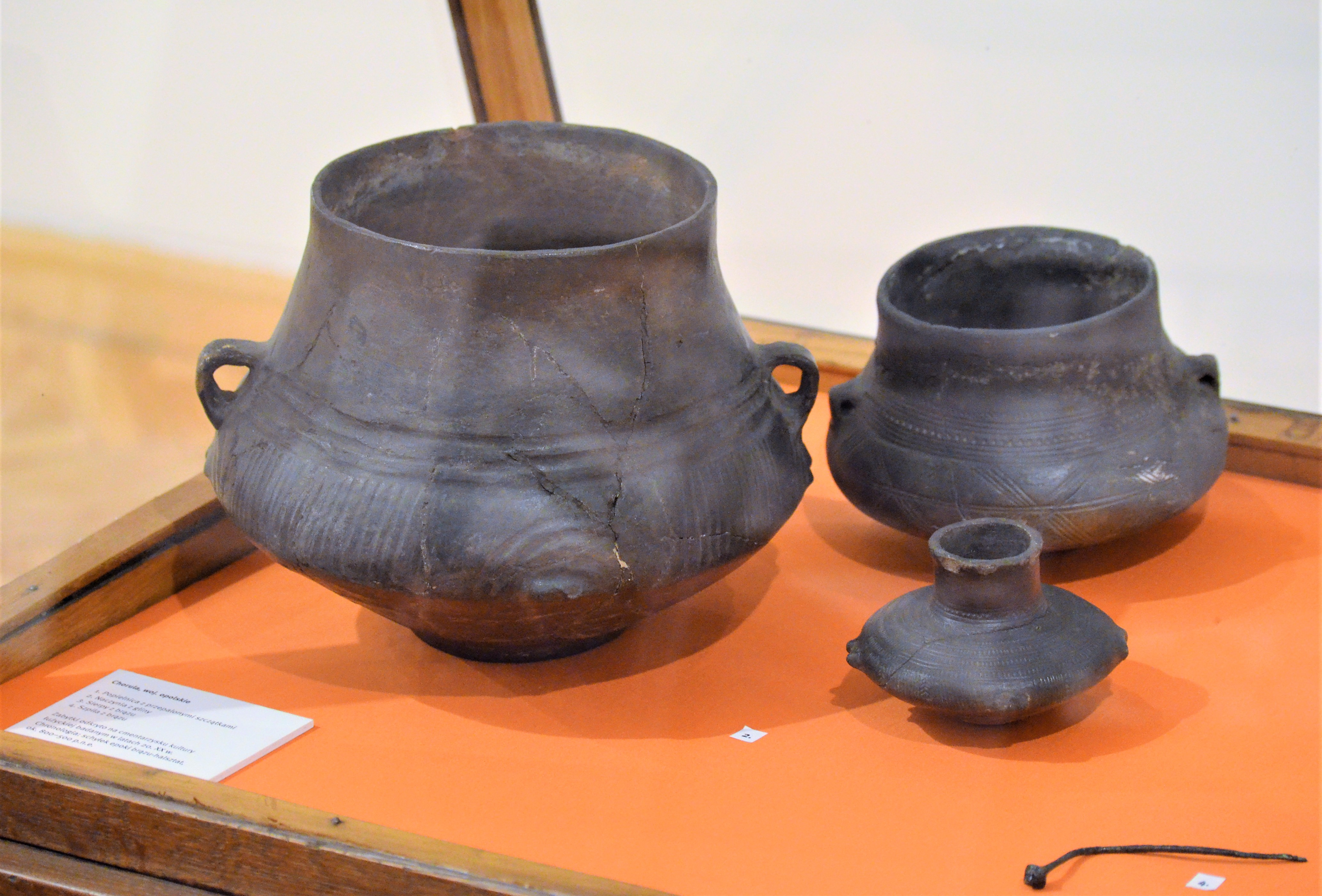
Archäologische Funde

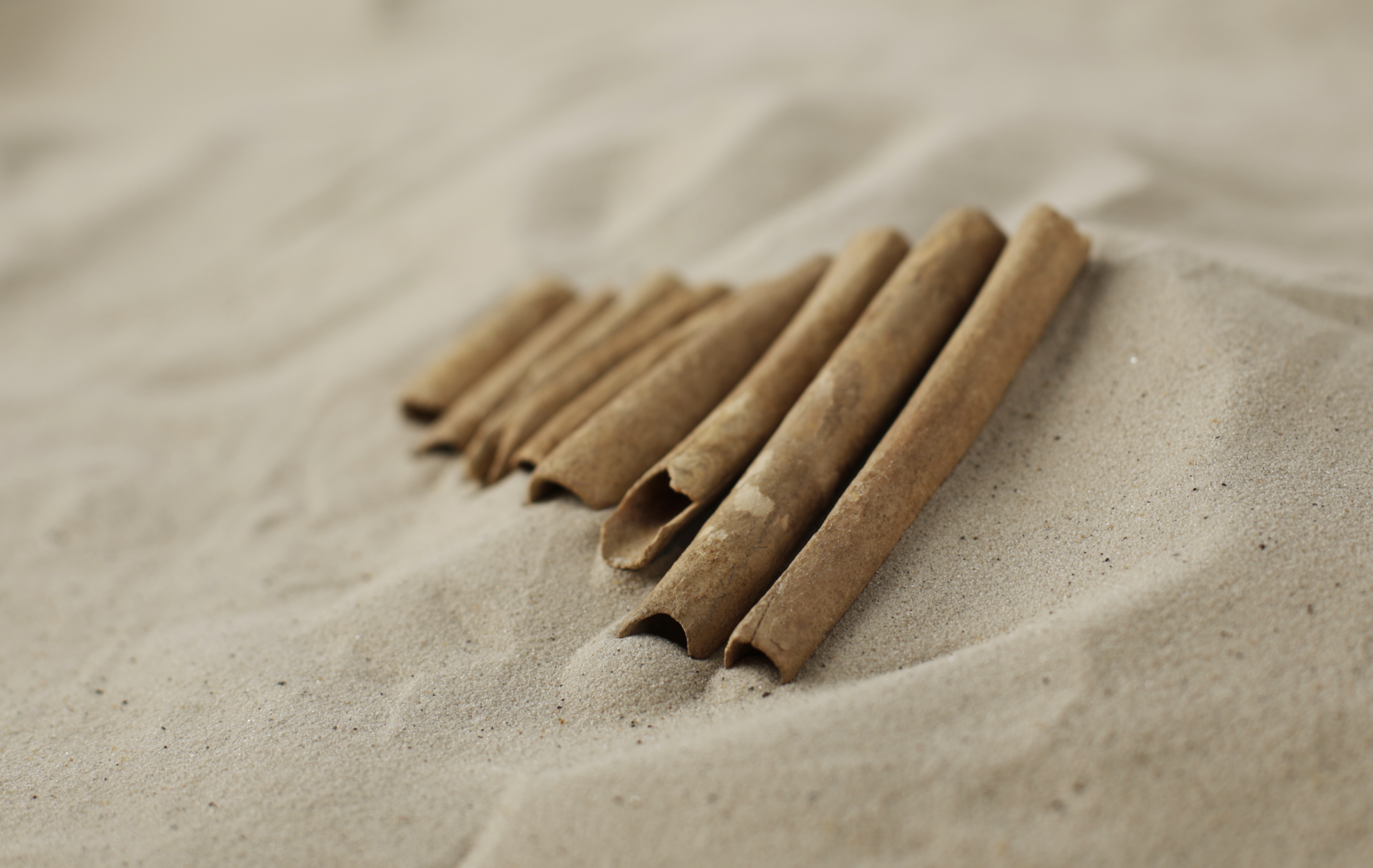
Historische Panflöte

Das Oberschlesische Museum in Bytom (Beuthen O.S.) besteht seit 1910. Das Museum hat heute seinen Hauptsitz in dem in den Jahren 1929 bis 1930 erbauten modernen Museumsgebäude und in direkter Nähe eine Filiale im ehemaligen Landkreisamt von Beuthen. Es befindet sich am Plac Jana III Sobieskiego 2.
Das Oberschlesische Museum hat fünf Abteilungen: Archäologie, Ethnografie, Geschichte, Kunst und Naturkunde. Zum Bestand des Museums gehört auch eine Bibliothek.
Bis zur Polonisierung der Region 1945 war es das Oberschlesische Landesmuseum. Ein Museum über Oberschlesien auf deutscher Seite befindet sich heute in Ratingen. 

## Geschichte
1910 wurde durch eine Gruppe von Bürgern, die an der Lokalgeschichte von Beuthen O.S. interessiert waren, der Beuthener Geschichts- und Museumsverein gegründet. Erster Vorsitzender wurde der Oberbürgermeister Brünning. Die Gründung des Vereins fand am Donnerstag, den 12. Mai 1910 statt. Zur Gründung stiftete der Oberschlesische Geschichtsverein aus Oppeln eine Sammlung von oberschlesischen Gemeindesiegeln. Der Verein eröffnete ein Heimatmuseum mit den privaten Sammlungen des Kaufmanns Simon Macha und dem Lehrer Hans Bimler und weiterer Exponate, die u. a. vom Beuthener Magistrat übergeben wurden. 1928 wurde das Museum von der Stadtverwaltung von Beuthen übernommen.
Von 1929 bis 1930 wurde nach den Plänen von A. Stütz und H. Hettler ein neues Museumsgebäude errichtet. Von dem ursprünglich geplanten Gebäude wurde wegen der Wirtschaftskrise nur die Hälfte realisiert. In einen Teil des Gebäudes zogen auch die Städtische Sparkasse und die Stadtbibliothek. 1931 wurden die Exponate in das neue Gebäude überführt und am 24. Oktober 1932 wurde das Oberschlesische Landesmuseum offiziell eröffnet.
Im Zuge des deutsch-polnischen Konfliktes um Oberschlesien sollten das Museum insbesondere den polnischen Behauptungen entgegentreten, dass Oberschlesien urslawisch sei. So war ein ganzer Raum Zeugnissen der vandalischen Besiedlung der Region gewidmet. Entsprechend zeigte das Schlesische Museum in Kattowitz Funde der Lausitzer Kultur, die als proto-slawisch präsentiert wurden.
In den 1930er und 1940er Jahren fanden im Landesmuseum die Jahresausstellung des Künstlerbundes Oberschlesien und die Oberschlesische Kunstausstellung statt.
Im Zuge der polnischen Annexion des gesamten Schlesiens wurde das Museum in Beuthen polonisiert.
1950 wurde es Oberschlesisches Museum (Muzeum Górnośląskie) benannt.
2017 erhielt das Museum eine Spende von der Jüdischen Gemeinde Kattowitz, bestehend aus Gegenständen und der Ausstattung aus der ehemaligen Beuthener Synagoge. Dazu gehörten auch etwa 500 Bücher.

## Exponate
Zu den Exponaten des Museums zählen u. a. eine Sammlung oberschlesischer Trachten insbesondere der Roßberger Tracht, eine Nachbildung einer oberschlesischen Bauernstube, ein Modell der Stadt Beuthen im 16. Jahrhundert und eine Sammlung von Schmetterlingen. Zudem besitzt das Museum eine Sammlung historischer Fotografien, die vorwiegend Beuthen zeigen, aber auch weitere umliegende Städte.